# Крон (стекло)

Коррекция хроматической аберрации в составной линзе из крона флинта

Кро́н, кронгла́с (от англ. crown — корона) — тип бесцветных оптических стёкол, отличающихся большими (более 50) значениями коэффициента средней дисперсии (т.е. с малой дисперсией, т.к. чем больше коэффициент дисперсии, тем меньше дисперсия), называемого также числом Аббе. Такие стёкла с относительно малыми показателями преломления называют лёгкими кронами, а с большими — тяжёлыми.
В советской конструкторской документации сорта стекла кронгласс обозначались буквами: ЛК — лёгкий крон; ФК — фосфатный крон; ТФК — тяжёлый фосфатный крон; К — крон; БК — баритовый крон; ТК — тяжёлый крон; СТК — сверхтяжёлый крон; ОК — особый крон и КФ — крон-флинт.

## Состав
Исторически, название «крон» восходит к XVIII веку, когда в состав стёкол этого типа кроме оксида кремния входили оксид натрия (или оксид калия) и оксид кальция, что и обусловливало такие их оптические свойства, как высокий (более 50) коэффициент средней дисперсии и сравнительно низкий показатель преломления (~1,5). Показатели преломления современных кронов достигают значительно бо́льших значений (~1,75), при сохранении высокого числа Аббе.
Современные же силикатные стёкла кронового типа могут содержать оксиды калия, натрия, бора, алюминия, бария, кальция. В состав лёгких кронов включается фторид натрия.
Баритовые кроны (БК) могут содержать оксид цинка и оксид сурьмы.
| Оксид | Содержание, мол. % |
| ----- | ------------------ |
| SiO2  | 73,75              |
| B2O3  | 9,83               |
| As2O3 | 0,12               |
| BaO   | 1,28               |
| K2O   | 4,28               |
| Na2O  | 10,74              |

В некоторых стёклах основным стеклообразующим веществом вместе с кремнезёмом является борный ангидрид. Добавление к борному ангидриду больших количеств оксидов редкоземельных элементов, например лантана, позволяет получать стёкла типа сверхтяжёлых кронов (СТК).
Для тяжёлых фосфатных (ТФК) и особых (ОК) кронов в качестве основного стеклообразователя используется пентаоксид фосфора.
Пример
Химический состав наиболее распространённого в мире кронового оптического стекла приведён в таблице.